# Tomasz Hypki
Tomasz Marian Hypki (ur. 8 sierpnia 1959 w Poznaniu) – polski inżynier lotnictwa, wydawca, działacz opozycyjny w okresie PRL, prezes Agencji Lotniczej Altair, sekretarz Krajowej Rady Lotnictwa.

## Życiorys
W 1985 roku ukończył studia na Wydziale Mechanicznym Energetyki i Lotnictwa Politechniki Warszawskiej. Podczas studiów od 1980 roku działał w Niezależnym Zrzeszenia Studentów, będąc szefem NZS na wydziale Mechanicznym Energetyki i Lotnictwa. Był także szefem Sekcji Wydawniczej Niezależnego Zrzeszenia Studentów i wydawcą i redaktorem pism uczelnianych. Podczas stanu wojennego w Polsce w latach 1981–1984 działał w nielegalnym drukarstwie opozycyjnym, a następnie kolportażu wydawnictw niezależnych. W latach 1989–1991 był prezesem Doświadczalnych Warsztatów Lotniczych Konstrukcji Kompozytowych. Od 1990 roku jest współwłaścicielem i prezesem Agencji Lotniczej Altair wydającej czasopisma "Skrzydlata Polska" i "Raport – wojsko, technika, obronność" oraz serię książkową Największe Bitwy XX Wieku. Pełni urząd sekretarza powstałego w 1990 stowarzyszenia integrującego polskie środowisko lotnicze - Krajowej Rady Lotnictwa. W 1989 był również założycielem oraz przewodniczącym Stowarzyszenia Lotniczego Bractwo Podwójnej Mewy, a w 1992 założycielem Stowarzyszenia Polskiego Przemysłu Lotniczego. 
Jest autorem publikacji na temat lotnictwa i obronności; głównie artykułów prasowych. Jako ekspert w dziedzinie lotnictwa zabiera głos w dyskusji medialnej nad tematami związanymi m.in. z katastrofami polskich samolotów, przetargami na samoloty dla polskiego lotnictwa wojskowego oraz stanem polskiej armii i przemysłu zbrojeniowego, wyrażając przy tym niejednokrotnie krytyczne opinie na temat działań Ministerstwa Obrony Narodowej pod rządami różnych ministrów.

## Odznaczenia
- 2016: Krzyż Wolności i Solidarności[8][9]
- 2003: Medal „Za zasługi dla obronności kraju” – brązowy, srebrny i złoty[9]

## Publikacje
- 1991 - F117A: niewidzialny bohater "Pustynnej Burzy" (Przegląd Konstrukcji Lotniczych tom: 4)
- 1992 - MiG 29 (Przegląd Konstrukcji Lotniczych tom: 6) (wraz z Robertem Gretzyngierem)
- 1992 - Su 27 (Przegląd Konstrukcji Lotniczych tom: 7)
- 1992 - MIG 23 MF (Przegląd Konstrukcji Lotniczych tom: 9)
- 1993 - MiG 31 (Przegląd Konstrukcji Lotniczych tom: 13)
- 1993 - JA 37 Viggen (Przegląd Konstrukcji Lotniczych tom: 16) (wraz z Ryszardem Jaxą-Małachowskim i Robertem Gretzyngierem)
- 1995 - SR-71 najszybszy samolot świata (Sekrety Konstrukcji Lotniczych tom: 2)
- 1995 - MiG-21 (Przegląd Konstrukcji Lotniczych tom: 25) (jako jeden z redaktorów)